# Poecilimon cervus
Poecilimon cervus är en insektsart som beskrevs av Karabag 1950. Poecilimon cervus ingår i släktet Poecilimon och familjen vårtbitare. Inga underarter finns listade i Catalogue of Life.